# Ricardo Goulart
Gao Late (高拉特), nascido Ricardo Goulart Pereira (São José dos Campos, 5 de junho de 1991), é um ex-futebolista brasileiro naturalizado chinês que atuava como meia-atacante e centroavante.

## Carreira

### Infância
Dos sete aos 14 anos, Ricardo Goulart jogou no Moreira's Sport, escolinha de São José dos Campos, interior de São Paulo. Com 10 anos, marcou o gol do título em um campeonato da cidade. Era atacante e formava dupla com Casemiro, ex-São Paulo. Chegou a fazer 35 gols em único torneio. A cada rede balançada pelo meia era premiado pelo treinador e ex-goleiro profissional Nilton de Jesus Moreira, o Moreira, com um lanche caprichado.
Em 2006, aos 15 anos, foi levado junto com Casemiro para uma série de testes no São Paulo. Após alguns dias de testes nas categorias de base do clube, Ricardo Goulart foi reprovado e o seu companheiro aprovado porque era mais esperto em campo naquela época e os olheiros viram que seria um bom volante. Cogitou desistir do futebol depois da decepção na capital. No entanto, ganhou um cavalo do pai como forma de estímulo, recuperou a alegria de jogar e voltou a ser artilheiro.

### Santo André
Chegou no Santo André sob desconfiança, mas logo ganhou moral e não demorou a ser promovido ao time principal. Apesar de treinar no profissional desde 2006, foi no Campeonato Paulista de 2009 que teve suas primeiras chances, aos 18 anos, substituindo Marcelinho Carioca. Marcou seu primeiro gol como profissional na vitória contra o Ituano, por 2 a 1, na nona rodada. Após o gol, passou a ser usado com mais frequência e terminou o Estadual daquele ano como titular, com quatro gols marcados. Tido como grande promessa, em 2010, ele foi oferecido ao Palmeiras, mas, rejeitado, acabou acertando com o Internacional. Jogou 34 partidas e fez oito gols pelo Santo André.

### Internacional
Ricardo Goulart teve uma curta passagem pelo Internacional em 2011, onde teve boas atuações no Campeonato Gaúcho, marcando quatro gols em sete jogos disputados. Atuou pelo clube gaúcho também em algumas partidas do Campeonato Brasileiro daquele ano. Fez 10 jogos e anotou um gol, contra o Figueirense.

### Goiás
Em 2012, após ter seus direitos adquiridos pelo Banco BMG, Ricardo Goulart foi registrado no Coimbra e repassado à equipe do Goiás por empréstimo até o fim de 2014. O jogador se destacou no Esmeraldino, conquistando o Campeonato Goiano no primeiro semestre e sendo peça fundamental para a conquista do título da Série B. No ano de 2012, marcou 25 gols, sendo o artilheiro do Goiás no ano.
No Esmeraldino, Ricardo Goulart era aposta do técnico para o segundo tempo onde se destacava por sua velocidade, objetividade e rara habilidade em fazer gols. Atraiu a atenção de grandes clubes do futebol brasileiro, como o Cruzeiro, São Paulo e Atlético Mineiro. O técnico Cuca chegou a dizer que, em sua opinião, Ricardo Goulart foi o melhor jogador da Série B do ano de 2012.

### Cruzeiro
No dia 4 de janeiro de 2013, o presidente do Cruzeiro, Gilvan de Pinho Tavares, anunciou a contratação de Ricardo Goulart. Depois de uma disputa nos bastidores com o rival Atlético, o time celeste desembolsou 5,5 milhões de reais para tirá-lo do Goiás. O primeiro gol pela equipe estrelada foi na vitória por 2 a 1 contra a Caldense, em partida válida pelo Campeonato Mineiro. Titular nas duas primeiras rodadas do Campeonato Mineiro, Ricardo Goulart perdeu espaço para Diego Souza. Com a negociação de Diego para o Metalist Kharviv, da Ucrânia, Goulart logo assumiu o posto de titular da equipe, editando uma parceria de muito sucesso com Éverton Ribeiro e sendo um dos responsáveis pelo ótimo desempenho do setor ofensivo celeste, sagrando-se campeão brasileiro com quatro rodadas de antecedência no ano de 2013.
Em 2014, foi o responsável pelo primeiro gol do Cruzeiro na temporada, na vitória por 1 a 0 sobre o URT, pelo Campeonato Mineiro. Foi o artilheiro do Cruzeiro na Copa Libertadores ao lado de Bruno Rodrigo, com 4 gols.
No dia 7 de novembro, o meia foi homenageado com uma placa entregue pelo presidente do Cruzeiro, Gilvan de Pinho Tavares, em referência ao gol marcado contra o Chivas Guadalajara, durante o jogo disputado em julho, em El Paso, no Estados Unidos. Aos 37 minutos do segundo tempo, Goulart percebeu que o goleiro adversário estava adiantado e chutou a bola atrás da linha do meio-campo.
No dia 23 de novembro, sagrou-se novamente campeão brasileiro após a vitória do Cruzeiro sobre o Goiás por 2 a 1, com duas rodadas de antecedência. No dia 1 de dezembro, foi eleito um dos melhores jogadores do campeonato, integrando a Seleção do Campeonato no Prêmio Craque do Brasileirão. Também foi escolhido como Bola de Ouro pela revista Placar, terminando o ano como artilheiro do time na temporada juntamente com Marcelo Moreno (24 gols cada).

### Guangzhou Evergrande
No dia 13 de janeiro de 2015, foi anunciada a sua contratação pelo valor de 18 milhões de euros (48 milhões de reais) pelo Guangzhou Evergrande, da China. Logo em sua temporada de estreia, foi o principal jogador do clube na conquista do quinto título chinês do clube, sendo o artilheiro do time na competição e o melhor jogador do campeonato (MVP).

### Palmeiras
Emprestado pelo Guangzhou Evergrande, foi anunciado como novo reforço do Palmeiras no dia 15 de janeiro de 2019. Na apresentação, recebeu a camisa de número 11.

### Retorno ao Guangzhou Evergrande
No dia 23 de maio de 2019, o Guangzhou Evergrande solicitou o retorno do jogador ao futebol chinês.

### Hebei China Fortune
Em 19 de julho de 2020, Ricardo Goulart foi contratado pelo Hebei China Fortune por empréstimo para o restante do ano. Ele contribuiu com 18 partidas pela equipe, após ter sido eliminado da liga pelo clube de origem.

### Segundo retorno ao Guangzhou Evergrande
De volta ao Guangzhou Evergrande para a temporada de 2021, Ricardo Goulart apareceu com moderação antes de rescindir seu contrato em 10 de novembro de 2021 por consentimento mútuo. Foi relatado que devido às dificuldades financeiras do clube, o clube deixou de pagar seu salário.

### Santos
Em 9 de janeiro de 2022, foi confirmada a contratação de Ricardo Goulart pelo Santos, por um contrato de dois anos, recebendo a lendária  camisa 10. Marcou seu primeiro gol com a camisa alvinegra contra o Ituano valido pela 6.º rodada do Paulistão.
No dia 9 de julho de 2022, iniciou a negociação pela rescisão de seu contrato.

### Bahia
Em 1 de agosto de 2022, foi confirmada a contratação de Ricardo Goulart pelo Bahia como reforços para a sequência da temporada, com contrato válido até o final da Série B do Campeonato Brasileiro.

### Aposentadoria
Em entrevista coletiva em 24 de abril de 2023, Goulart anunciou sua aposentadoria do futebol, aos 31 anos.

## Seleção Brasileira
No dia 19 de agosto de 2014, o técnico Dunga convocou pela primeira vez o atleta do Cruzeiro, até então artilheiro do Campeonato Brasileiro de 2014, para os amistosos contra Colômbia e Equador.

## Vida pessoal
É filho do ex-volante Vítor, que atuava no São José-SP na década de 80, e irmão do volante Juninho, que atualmente está sem clube.
Em julho de 2020, Ricardo Goulart naturalizou-se chinês. Pela lei chinesa, o jogador precisou renunciar à naturalidade brasileira, abrir mão de seu nome de batismo e seus documentos brasileiros, e escolher um novo nome local. O jogador passou então a se chamar 高拉特, em alfabeto latino Gao Late ou Gāo lā tè.

## Estatísticas
Atualizadas em 28 de abril de 2019.

### Clubes
| Clube                | Temporada         | Campeonato nacional | Campeonato nacional | Campeonato nacional | Copa nacional[a] | Copa nacional[a] | Copa nacional[a] | Competições continentais[b] | Competições continentais[b] | Competições continentais[b] | Outros torneios[c] | Outros torneios[c] | Outros torneios[c] | Total | Total | Total   |
| Clube                | Temporada         | Jogos               | Gols                | Assist.             | Jogos            | Gols             | Assist.          | Jogos                       | Gols                        | Assist.                     | Jogos              | Gols               | Assist.            | Jogos | Gols  | Assist. |
| -------------------- | ----------------- | ------------------- | ------------------- | ------------------- | ---------------- | ---------------- | ---------------- | --------------------------- | --------------------------- | --------------------------- | ------------------ | ------------------ | ------------------ | ----- | ----- | ------- |
| Santo André          | 2009              | 14                  | 1                   | 1                   | —                | —                | —                | —                           | —                           | —                           | 12                 | 4                  | 0                  | 26    | 5     | 1       |
| Santo André          | 2010              | —                   | —                   | —                   | —                | —                | —                | —                           | —                           | —                           | 8                  | 1                  | 0                  | 8     | 1     | 0       |
| Santo André          | Total             | 14                  | 1                   | 1                   | 0                | 0                | 0                | 0                           | 0                           | 0                           | 20                 | 5                  | 0                  | 34    | 6     | 1       |
| Internacional        | 2011              | 10                  | 1                   | 0                   | —                | —                | —                | 1                           | 0                           | 0                           | 7                  | 4                  | 0                  | 18    | 5     | 0       |
| Internacional        | Total             | 10                  | 1                   | 0                   | 0                | 0                | 0                | 1                           | 0                           | 0                           | 7                  | 4                  | 0                  | 18    | 5     | 0       |
| Goiás                | 2012              | 34                  | 12                  | 0                   | 8                | 4                | 0                | —                           | —                           | —                           | 21                 | 9                  | 0                  | 63    | 25    | 0       |
| Goiás                | Total             | 34                  | 12                  | 0                   | 8                | 4                | 0                | 0                           | 0                           | 0                           | 21                 | 9                  | 0                  | 63    | 25    | 0       |
| Cruzeiro             | 2013              | 33                  | 10                  | 5                   | 6                | 1                | 0                | —                           | —                           | —                           | 12                 | 3                  | 1                  | 51    | 14    | 6       |
| Cruzeiro             | 2014              | 26                  | 15                  | 5                   | 5                | 0                | 0                | 9                           | 4                           | 3                           | 15                 | 5                  | 0                  | 55    | 24    | 8       |
| Cruzeiro             | Total             | 59                  | 25                  | 10                  | 11               | 1                | 0                | 9                           | 4                           | 3                           | 27                 | 8                  | 1                  | 106   | 38    | 14      |
| Guangzhou Evergrande | 2015              | 27                  | 19                  | 15                  | —                | —                | —                | 14                          | 8                           | 1                           | 4                  | 0                  | 0                  | 45    | 27    | 16      |
| Guangzhou Evergrande | 2016              | 29                  | 19                  | 8                   | 7                | 4                | 3                | 6                           | 3                           | 0                           | 1                  | 2                  | 0                  | 43    | 28    | 11      |
| Guangzhou Evergrande | 2017              | 14                  | 11                  | 6                   | —                | —                | —                | 8                           | 4                           | 3                           | 1                  | 0                  | 0                  | 23    | 15    | 9       |
| Guangzhou Evergrande | Total             | 70                  | 49                  | 29                  | 7                | 4                | 3                | 28                          | 15                          | 4                           | 6                  | 2                  | 0                  | 111   | 70    | 36      |
| Palmeiras            | 2019              | 1                   | 0                   | 0                   | 0                | 0                | 0                | 3                           | 1                           | 2                           | 8                  | 3                  | 1                  | 12    | 4     | 3       |
| Palmeiras            | Total             | 1                   | 0                   | 0                   | 0                | 0                | 0                | 3                           | 1                           | 2                           | 8                  | 3                  | 1                  | 12    | 4     | 3       |
| Bahia                | 2022              | 16                  | 2                   | 2                   |                  |                  |                  |                             |                             |                             |                    |                    |                    | 16    | 2     | 2       |
| Total na carreira    | Total na carreira | 174                 | 88                  | 40                  | 26               | 9                | 3                | 41                          | 20                          | 9                           | 89                 | 31                 | 2                  | 360   | 150   | 56      |

- a. ^ Jogos da Copa do Brasil e Copa da China
- b. ^ Jogos da Copa Libertadores da América e Liga dos Campeões da AFC
- c. ^ Jogos do Campeonato Gaúcho, Campeonato Goiano, Jogo amistoso, Campeonato Mineiro e Supercopa da China

### Seleção Brasileira
Abaixo estão listados todos jogos e gols do futebolista pela Seleção Brasileira, desde as categorias de base. Abaixo da tabela, clique em expandir para ver a lista detalhada dos jogos de acordo com a categoria selecionada.
Seleção principal
| Ano   |       |      |         |       |
| Ano   | Jogos | Gols | Assist. | Média |
| ----- | ----- | ---- | ------- | ----- |
| 2014  | 1     | 0    | 0       | 0     |
| Total | 1     | 0    | 0       | 0     |

|    | Data                  | Local                                        | Resultado | Adversário | Gols | Assist. | Competição |
| -- | --------------------- | -------------------------------------------- | --------- | ---------- | ---- | ------- | ---------- |
| 1. | 9 de setembro de 2014 | MetLife Stadium, Nova Jersey, Estados Unidos | 1–0       | Equador    | 0    | 0       | Amistoso   |

## Títulos
Internacional
- Campeonato Gaúcho: 2011
- Recopa Sul-Americana: 2011

Goiás
- Campeonato Goiano: 2012
- Campeonato Brasileiro - Série B: 2012

Cruzeiro
- Campeonato Mineiro: 2014
- Campeonato Brasileiro: 2013[33] e 2014

Guangzhou Evergrande
- Campeonato Chinês: 2015, 2016, 2017
- Liga dos Campeões da AFC: 2015
- Copa da China: 2016
- Supercopa da China: 2016, 2017

Bahia
- Campeonato Baiano: 2023

Seleção Brasileira
- Superclássico das Américas: 2014

## Prêmios individuais
- Prêmio Craque do Brasileirão: 2014
- Bola de Prata: 2014
- Bola de Ouro: 2014
- MVP da Superliga Chinesa: 2015, 2016
- Seleção da Superliga Chinesa: 2015, 2016, 2017
- MVP da Liga dos Campeões da AFC: 2015

## Artilharias
- Liga dos Campeões da AFC: 2015 (8 gols)
- Supercopa da China: 2016 (2 gols)
- Campeonato Chinês: 2016 (19 gols)